# هنریک بریتو
هنریک بریتو (پرتغالی: Henrique Brito؛ زادهٔ ۲۱ آوریل ۱۹۹۷) بازیکن فوتبال اهل پرتغال است.